# Лисни ожиљак
Лисни ожиљак је траг који остаје на стаблу биљке када лист отпадне.

## Карактеристике
Површина ожиљка је у почетку нешто светлија од околне коре дрвета. Такође, унутар њега могу се запазити и трагови проводних снопића који су долазили до листа и који су прекинути. Ожиљке остављају и листови који штите терминалну купу изданка, а који опадају у пролеће. Међутим, с обзиром да они немају лисну дршку, такви ожиљци су много шири, а отисци судовних елемената готово неуочљиви.

## Значај
С обзиром да су ожиљци карактеристични за сваку врсту, могућа је детерминација у току зиме када лишћа нема. Такође, на основу ожиљака које остављају листови који штите терминалну купу изданка, могуће је одредити старост изданка, јер су његови интернодијуми у тој зони веома кратки.